# Pargamotéka
Pargamotéka (tj. zkomoleně pragmatická sankce) je dvouaktová česká zpěvohra v hanáckém nářečí – jedna z tzv. hanáckých oper. Je z této skupiny zpěvoher nejstarší a nejrozsáhlejší, dochoval se však pouze její text. Námětem jsou války o rakouské dědictví; královská dcera (tj. císařovna Marie Terezie) vysílá ke čtyřem evropským dvorům jako vyslance purkmistry hanáckých obcí, ti se však vracejí s nepořízenou a radí císařovně spoléhat se na vlastní síly. Opera je datována rokem 1747 a autorem slov i hudby byl Ignác Plumlovský. Plumlovského libreto na přelomu 20. a 21. století nově zhudebnil skladatel a hudební vědec Miloš Štědroň.

## Charakteristika
Pargamotéka je nejstarší ze známé skupiny poloprofesionálních zpěvoher (oper) v hanáckém nářečí, které vznikly v 18. století v prostředí premonstrátského kláštera v Hradisku u Olomouce.
Její plný název v latině a češtině zní OPERA SanCtIonis PragMatICae NoVa atqVe Vera DVabVs PartIbVs exhIbIta OrbI. AVthor PoësIs et MVsICae, VtrIVsqVe HanatICcae, est: NotVs In IVDeae EIVs. PARGAMOTÉKA, to je: Smlóva hanácká stranevá králové cere, veobrazená skrz štere podmistre, jakobe ministre k šterem koronám veslany, pro maló kratochvilo v mozece představená skrz této spivajici vosobe: břeškant – králova cera, kaňór – Jora Rozom, legát k tisařovi, první řechtoň – Jan Rada, legát k Francózovi, drohy řechtoň – Kreštof Módré, legát k Špaňhelovi, třeti řechtoň – Mikoláš Chetré, legát k Landeborkovi, všece od Veškova vebrani a do Trantareje veslani. Překlad první latinské části zní: Opera o pragmatické sankci, nová a pravá, ve dvou částech světu ukázaná. Autor básně a hudby, obojího hanáckého, je: Znám v Judeji své. Latinský text obsahuje chronogram a jeho poslední část je šifrou, kterou Jiří Fiala rozřešil jako „Alanus“, tj. cisterciácký mnich Ignác Plumlovský, řádovým jménem Alanus.
Literatura Pargamotéku ztotožňuje zkusmo s „hanáckou operou složenou od Patera Alana, velehradského řeholníka“, kterou podle klášterní kroniky studenti ubytovaní v klášteře zahráli po večeři 26. října 1747 a znovu 9. ledna 1748, a jistěji s operou označenou jako Querella contra Borussum (Žaloba na Prusa), která byla sehrána 18. června 1748 při příležitosti návštěvy Marie Terezie a jejího manžela císaře Františka I. (Přitom je možné, že šlo o jednu a tutéž operu.) To, že právě Pargamotéka byla hrána císařskému páru, naznačují narážky v libretu i zpráva, že v meziaktí opery předváděly manželky úředníků hanácký tanec – ze známých hanáckých oper totiž pouze Pargamotéka má dvě dějství.
Pargamotéka je ze zachovaných „hanáckých oper“ nejstarší a nejrozsáhlejší – má nejvíce jednajících osob (pět), jako jediná měla předehru („prelusio“) a 15 recitativů, 11 árií a 3 chory (sbory). Hudba je několikrát zmiňována v libretu a ve druhém dějství je scéna nazvaná „Kreštof před mozekó“, kdy hudebníci zřejmě vystupovali přímo na jevišti v rámci děje. Uprostřed druhého jednání je vyznačena i hudební intráda, což naznačuje, že se na ní podílely dechové nástroje – všechny ostatní pololidové zpěvohry 18. století si vystačily zřejmě s trojhlasem smyčcových nástrojů resp. cembalem. Libreto prozrazuje autorovu spolehlivou orientaci v mezinárodní situaci, ale i poměrů moravských poddaných, kteří jsou představováni v dobromyslné karikatuře. Zatímco text královy dcery je psán v zásadě spisovnou češtinou, ostatní postavy zpívají komicky stylizovaným hanáckým dialektem plným lidových rčení a obratů. Humor je mnohdy velmi lidový – například když králova dcera popisuje válku o rakouské dědictví jako šarvátku o svou spodničku.
Z původního hudebního materiálu se nic přímo ani zprostředkovaně (např. přes zlidovělé písně) nedochovalo. Slova se zachovala v jediném rukopise pocházejícím z piaristické koleje v Kroměříži. Novou hudbu na ně napsal moravský skladatel a muzikolog Miloš Štědroň a v této podobě operu Pargamotéka – ve spojení se Štědroňovou rekonstrukcí hanácké opery Jora a Manda – uvedlo roku 2001 Moravské divadlo Olomouc.

## Osoby
| osoba                                | hlasový obor      | premiéra novodobé verze (14. 6. 2001) |
| ------------------------------------ | ----------------- | ------------------------------------- |
| Králova cera                         | břeškant (soprán) | Ludmila Machytková                    |
| Jora Rozom, legát k tisařovi         | kaňór (tenor)     | Radan Hlubinka                        |
| Jan Rada, legát k Francózovi         | řechtoň (bas)     | Josef Sitko                           |
| Kreštof Módré, legát k Špaňhelovi    | řechtoň (bas)     | Petr Šíma                             |
| Mikoláš Chetré, legát k Landeborkovi | řechtoň (bas)     | Arnošt Svoboda                        |
| Dirigent: Miloš Machek               |                   |                                       |
| Režie: Jiří Nagy                     |                   |                                       |
| Scéna: Martin Víšek                  |                   |                                       |
| Kostýmy: Růžena Švecová              |                   |                                       |

## (Pargamotéka) Děj opery

### 1. dějství
Hanácký podmistr Kreštof Módré s nevolí slyší moderní hudbu plnou „kodrlinek“ a žádá si, aby se zahrála „naše stará notná“ muzika. Dnes budou podmistři rozmlouvat v radě o důležitých věcech: nechť všichni slyší, o čem půjde řeč (recitativ Copak to ale za mozeka hraje?). Ve světě se teď totiž dějí samé nepravosti, kdo byl včera bratrem čistým, je teď šelmou a zrádcem, slovo ani písemně dané neplatí. Nejvíc tím trpí jedno děvče, králova dcera, která zjišťuje, že „je víc lsti v královskéch dvorách než rvaček v hanáckých hodách“. A proto se hanáčtí podmistři scházejí, aby prozkoumali její práva a poradili jí (árie Ha, ha, he, he čert se směje).
Králova dcera si stýská: od otcovy smrti ji sousedé škrtí a chtějí ji zahubit. Proto hledá pomoc (recitativ Já ubohá dcera, není mně dnes jako včera). Dokud žil otec, nikdo se jí neprotivil, všichni se o ni ucházeli a hádali se, „kterého mám oblíct spotky“, ale teď proti ní povstali do zbroje a chtějí ji připravit o dědictví (árie Jak dlouho můj otec živ byl).
Kreštof k ní přistupuje. Králova dcera je nejprve překvapena, ale pak uznává, že hanáčtí podmistři jsou učení pánové a mohou jí dát cennou radu (recitativ Co je Vám, paničko milá). Kreštof jí radí hlavně neoddávat se žalu a strachu, ale doufat v budoucí radosti, naverbovat vojsko a svolat Hanáky na poradu (árie Vokaž mně, paničko milá).
Na svolání právě přichází Jora Rozom – ptá se, proč ta hromada, zda se někdo okrvácel. Kreštof odpovídá, že se jich už mnoho pobilo pro jedu královu dceru (recitativ Jakóž, stréče, máte rado). Jora jí lituje, ale radí, ať nechá nepřátele navzájem se pobít a pak na ně směle zaútočí, jen ať česká královna „okáže fike všem“. Utěšuje ji, že má pořád uherské království a hezká pacholátka, Slezska ať tolik neželí. Ostatně Slezané se k Hané brzo vrátí, protože sdílejí jídelníček (árie Obohá cera, zrmócená celá!).
Pak dorazí Jan Rada. Dozvěděl se, že králova dcera je hotova k územním ústupkům, aby si zachovala kmenové země (recitativ Cožpak se to radi, moji kamarádi?). Jan ji ale nabádá, aby na nic takového nepřistupovala, jen by tím ukázala slabost. „Dáš sobě pod nosem loskati? Bodó Tě po řeti ploskati.“ Ať neustoupí ani o krok (árie To sem decke od mých předku sléchával).
Do čtveřice přichází Mikoláš Chetré a chválí královu dceru, že si svolala nejmoudřejší radu: „Je-le kdo honěné, tož me sme“ (recitativ Ale, ale, ale, jak sme se zebrale). Přirovnává hrozby jejích nepřátel ke strašení dětí Mikulášem: děti se ho bojí, ale na dospělé platí jen karabáč. Ať se tedy nepřátel nestrachuje, vezme na ně karabáč – a ať svolá hanáckou hromadu po způsobu římského senátu, ta její práva ochrání (árie Dež tatik s matkó vidijó, že se děti nebojí).
Králova dcera uznává rozšafnost těchto rádců. Povyšuje čtyři podmistry na své ministry a vysílá je ke čtyřem dvorům – císařskému, francouzskému, španělskému a braniborskému (recitativ Poněvač tehdy každý to uznává). Hanáci se vesele chystají – určitě si povedou lépe než dvořané, protože právu rozumí jako staří Římané. Na cestu si připíjejí vínem na zdraví královy dcery (chorus Poďme tedy s možilostí k šterem koronám).

### 2. dějství
Hudba hezky hraje a králova dcera se domnívá, že je to snad ráj a ji považují za Evu. Jenže Evu podvedl had a ji – a jejího Adama – se také snaží oklamat řada hadů, kteří ji chtějí vyhnat z jejích statků. Očekává návrat svých věrných ministrů s odpověďmi od okolních mocnářů (recitativ Jak by mně hofrecht dělali, tak muzika hraje). Neklesá však na mysli. I když je žena, je koneckonců „v právách bystrá“ a má „rozum dozrálý“, je prvorozená a královnou je jen proto, že nemá bratra, a ostatně království přenechá synovi (árie Mé srdce upřímné a oko veselé).
Od Landeborka se vrací Mikoláš Chetré a povídá o svém přijetí v Berlíně (recitativ Pozdrav Vas Pán Buh, naša milá pani). Landeborský král prý je „přítel matěhavelské“, spolčil se proti ní s Francouzi, přeje kacířům a připravil královu dceru o „dědictví slizká“. Její pargamotéku a královskou korunu je prý připraven uznávat jen tak dlouho, jak dlouho je bude panovnice schopna hájit zbraní (árie To Vám skazuje král landeborské). Králova dcera se durdí na pruského „psa“ a „šelmu“, hořekuje nad tím, kam svět dospěl a kam se ztratila spravedlnost. Rezignovaně se vzdává většiny Slezska, ale doufá, že až její synové dorostou, dobudou je zpátky (recitativ Ó, můj Bože, ó, můj Bože a árie Tak daleko ten svět přišel).
Přichází Jora Rozom vyslaný k císařovi, královninu strýci. Prý císař nebyl doma a hofíroval na různých místech, než ho však v té „Řimsko-hřišné“ zemi vyslanci našli, byl již mrtev a právě mu zpívali rekviem (recitativ Má paničko rozmilá, mně slešte). V žalozpěvu nad nebožtíkem císařem mu Jora vytýká, že byl jen loutkou v rukách Francouzů, a na jeho osudu se prý prokázalo, že jen rakouskému domu sluší císařská koruna (árie Sletujme se nad mocnářem, nad neboštěkem tisařem).
Veselá muzika ohlašuje návrat Jana Rady od francouzského dvora. Ani jeho zprávy nejsou povzbudivé – u dvora vládnou „mazaryři“ a je to tam samý podvod a lest, jsou to lidé „chetři vic než cegáni“ a „horši než žedi“, samí „figliři“ a „šidiři“ (recitativ Jistě s tú veselú muzikú přichází Jan Rada). Francouz na základě „staréch léster“ popíral nároky ženské dědičky, ale Jora mu prý dokázal, že králova dcera si už „gatě“ nasadila, takže platí jako chlapec. Ale francouzský kohout se mrzí na rakouský dům a závidí mu císařskou korunu, proto dosadil svého „možéčka“ za císaře, a vůbec „se do všeho mišá, po čem mo nic néni“ (árie Pan Francóz Vám na to Vaše pargamotéko).
Také Kreštof přichází (notně opilý a v doprovodu veselé muziky) ze svého poslání do Španěl (píseň Kreštofe, bracho, naper se hracho). Králova dcera se ho vyptává, jak pochodil. Podle Kreštofa vládnou na španělském dvoře divné poměry, mají a nemají krále. Zato všechnu moc drží královna, která by chtěla získat korunu pro všechny své tři syny. Kreštof ji nevybíravými slovy haní (recitativ Cožpak ten Kryštof sobě dovádí). Varuje královu dceru před španělskými šibaly, kteří chtějí jen krást a plundrovat a rádi by ji obrali zejména o její vlašské državy (árie Španělský konc echte šibalske hledi).
Králova dcera vidí, že jí dosavadní pargamotéka byla málo platná, a vyzývá své moudré rádce, aby jí složili novou. Ti se s radostí a upřímností ujímají tohoto úkolu (recitativ Již jsem slyšela ty všecky rady). V jejich nové pargamotéce doporučují především postavit mohutnou armádu z Čechů a Rakušanů (o Uhřích a Valaších mají pochyby), dobře vojákům platit, za jenerály si vybírat krajany, malé zloděje vyšlehat z říše a velké oběsit. Takové pargamotéky se pak budou všichni její věrní poddaní pevně držet „jak hovno košole, vesrané mněko“. Za případné nezdvořilosti se omlouvají, ale vědí, že králova dcera rozumí špásu (chorus Z Čechu, z Rakošanu pěchoto mňéte).